# ZIS-112
Der ZIS-112 (russisch ЗИС-112) war ein futuristisches Coupé des Herstellers ZIS mit einer eigenwilligen, aerodynamischen Karosserie, die an den Studebaker Commander (1950) und den Buick Le Sabre Conceptcar (1951) erinnert. Ein erster Prototyp wurde 1951 entwickelt.

## Fahrzeuggeschichte
Angetrieben wurde der Sportwagen von einem Achtzylinder-Reihenmotor, der bei einem Hubraum von 6,0 Litern 140 PS entwickelte. Der Motor stammte aus dem ZIS-110, war allerdings zu schwach für das 2450 kg schwere Fahrzeug. 1952 wurde die Leistung des Triebwerks durch einen neuen Doppelvergaser und weitere Modifikationen bis auf 182 PS gesteigert. Die Höchstgeschwindigkeit betrug 204 km/h. Durch das größere Gewicht des Motors wurde das Fahrverhalten sehr instabil. 1954 wurden sowohl das Chassis als auch die Karosserie um 600 mm gekürzt und dadurch rund 500 kg eingespart. Der Motor wurde nochmal überarbeitet und leistete danach 192 PS, die Höchstgeschwindigkeit lag bei 210 km/h. Damit war der so entstandene ZIS-112/2 das schnellste sowjetische Auto seiner Zeit. Im gleichen Jahr wurde auch eine Roadsterversion des ZIS-112 vorgestellt.
Der ZIS-112 wurde von Boris Kurbatow bei verschiedenen nationalen Rennen erfolgreich eingesetzt. Der Sportwagen kam nur zu Propagandazwecken zum Einsatz und wurde nur in geringen Stückzahlen gefertigt.
Im Jahr 1956 erfolgten weitere Überarbeitungen. Gleichzeitig wurde das Modell im Zuge der Entstalinisierung in ZIL-112/2 umbenannt. Es hatte wieder einen leistungsgesteigerten Achtzylinder-Reihenmotor aus dem ZIS-110 und einen stark eingekürzten Radstand, der nun nur noch 2160 mm betrug. Zum Vergleich: Das erste Modell von 1951 hatte einen Radstand von 3760 mm. Der Motor leistete 170 PS, damit erreichte das Fahrzeug etwa 200 km/h.
Durch stetige Verbesserungen und Änderungen an den Fahrzeugen entstanden verschiedene Versionen, die als ZIL-112/1 bis ZIL-112/5 bezeichnet wurden. Sie bildeten auch gleichzeitig den Übergang zum Nachfolger ZIL-112S, der eine neue und optisch völlig andere Karosserie erhielt.

## Technische Daten
Quelle.
| Kenndaten             | ZIS-112 (1951)                                 | ZIS-112/2 (1954)                     |
| --------------------- | ---------------------------------------------- | ------------------------------------ |
| Motor                 | Reihenachtzylinder-Ottomotor                   | Reihenachtzylinder-Ottomotor         |
| Motortyp              | ZIS-110, ab 1952 leistungsgesteigert           | ZIS-110, ab 1952 leistungsgesteigert |
| Leistung              | 1951: 140 PS (103 kW) ab 1952: 182 PS (134 kW) | 192 PS (141 kW)                      |
| Hubraum               | 6005 cm³                                       | 6005 cm³                             |
| Verdichtung           | 7,1:1                                          | 8,1:1                                |
| Vergaser              | Doppelvergaser                                 | Vierfachvergaser                     |
| Reifendimension       | 7,50-16″                                       | 8,50-16″                             |
| Fahrzeuglänge         | 5920 mm                                        | 5320 mm                              |
| Fahrzeugbreite        | 2085 mm                                        | 2085 mm                              |
| Fahrzeughöhe          | 1532 mm                                        | 1532 mm                              |
| Radstand              | 3760 mm                                        | 3160 mm                              |
| Spurweite (v/h)       | 1560 mm / 1600 mm                              | 1560 mm / 1600 mm                    |
| Höchstgeschwindigkeit | 204 km/h                                       | 210 km/h                             |
| Leergewicht           | 2450 kg                                        | ca. 1950 kg                          |